# Woiwodschap Lublin (1494-1795)
Het woiwodschap Lublin (Pools: Województwo Lubelskie) was van de 15e eeuw tot de Derde Poolse Deling van 1795 een woiwodschap van Polen. Het omvatte het gebied rondom de Poolse stad Lublin en lag in de historische regio Klein-Polen.
Het toenmalige woiwodschap was veel kleiner dan het huidige woiwodschap Lublin, mede doordat een deel van het historische woiwodschap Roethenië nu verdeeld is over de huidige landen Polen en  Oekraïne.
Het historische woiwodschap Lublin bestond uit drie gebieden rondom de steden: Lublin, Urzędów en Łuków.
In de hoofdstad van dit woivodschap was ook een van de twee kroontribunalen van het Koninkrijk Polen te vinden, in dit geval het provinciale kroontribunaal van Klein-Polen. Dit bestond tussen 1578 en de Derde Poolse Deling in 1795, daarna werd het opgedoekt door de nieuwe machthebber het Keizerrijk Rusland.